# Modelització d'equacions estructurals

Figura 1. Un exemple de model d'equació estructural després de l'estimació. Les variables latents de vegades s'indiquen amb ovals, mentre que les variables observades es mostren en rectangles. Els residuals i les variàncies de vegades es dibuixen com a fletxes de doble cap (es mostren aquí) o fletxes individuals i un cercle (com a la Figura 2). La variància del QI latent es fixa a 1 per proporcionar escala al model. La figura 1 representa els errors de mesura que influeixen en cada indicador d'intel·ligència latent i cada indicador d'assoliment latent. Ni els indicadors ni els errors de mesura dels indicadors es modelen com a factors que influeixen en les variables latents.

La modelització d'equacions estructurals (MEE) és un conjunt divers de mètodes utilitzats pels científics tant per a la investigació observacional com experimental. El SEM s'utilitza principalment en els camps de les ciències socials i del comportament, però també s'utilitza en epidemiologia, negocis, i altres camps. Segons una definició estàndard, la SEM és "una classe de metodologies que busca representar hipòtesis sobre les mitjanes, variàncies i covariàncies de les dades observades en termes d'un nombre menor de paràmetres 'estructurals' definits per un model conceptual o teòric subjacent hipotètic".
El SEM implica un model que representa com es creu que diversos aspectes d'un fenomen es connecten causalment entre si. Els models d'equacions estructurals sovint contenen connexions causals postulades entre algunes variables latents (variables que es creu que existeixen però que no es poden observar directament). Connexions causals addicionals vinculen aquestes variables latents amb variables observades els valors de les quals apareixen en un conjunt de dades. Les connexions causals es representen mitjançant equacions, però l'estructuració postulada també es pot presentar mitjançant diagrames que contenen fletxes com a les figures 1 i 2. Les estructures causals impliquen que haurien d'aparèixer patrons específics entre els valors de les variables observades. Això permet utilitzar les connexions entre els valors de les variables observades per estimar les magnituds dels efectes postulats i comprovar si les dades observades són coherents amb els requisits de les estructures causals hipotèticament plantejades.

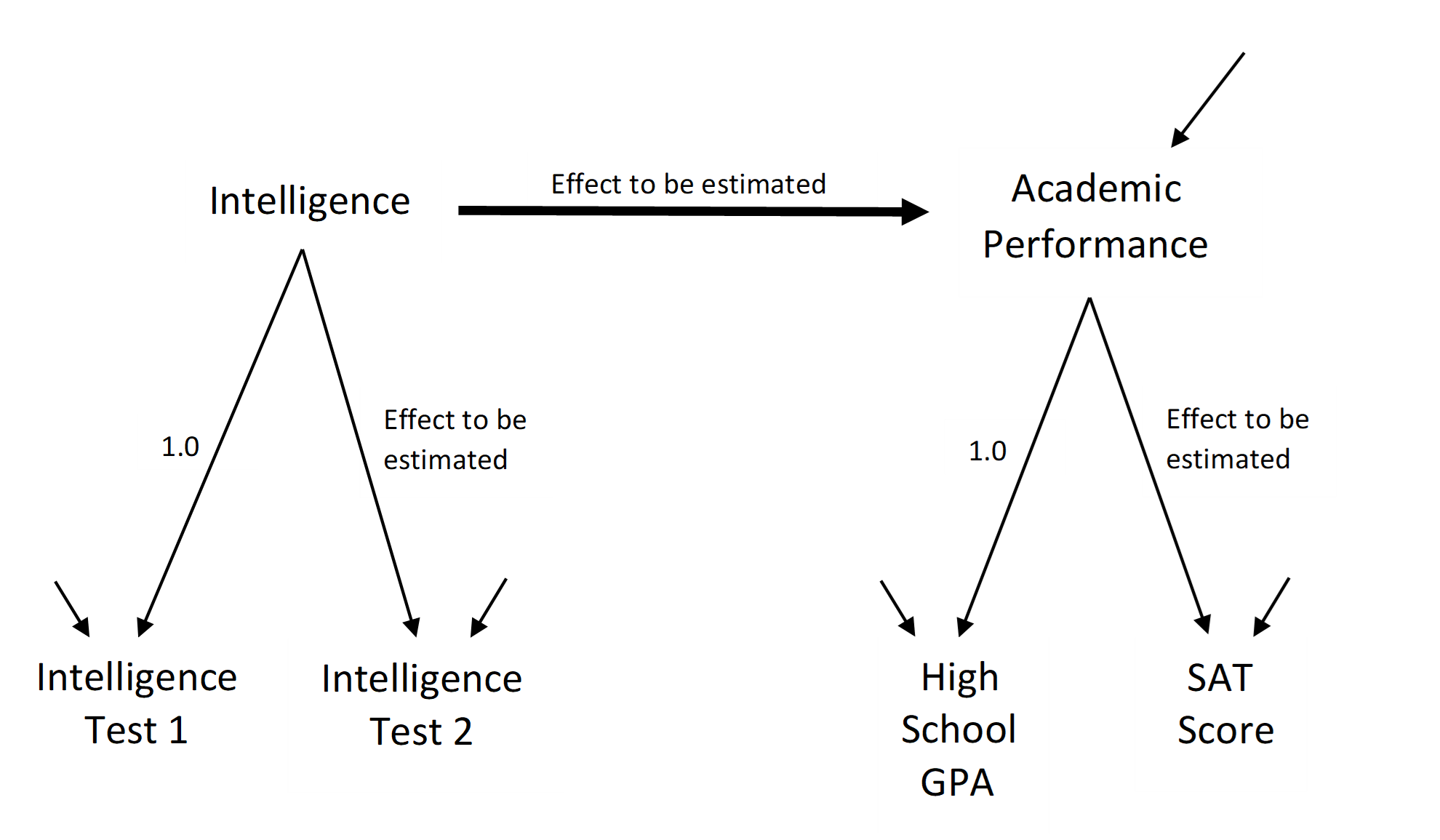
Figura 2. Un exemple de model d'equació estructural abans de l'estimació. Similar a la Figura 1 però sense valors estandarditzats i amb menys ítems. Com que la intel·ligència i el rendiment acadèmic són simplement variables imaginades o postulades per una teoria, els seus valors d'escala precisos són desconeguts, tot i que el model especifica que els valors de cada variable latent han de situar-se en algun lloc de l'escala observable que posseeix un dels indicadors. L'efecte 1.0 que connecta una variable latent a un indicador especifica que cada augment o disminució unitària real en el valor de la variable latent resulta en un augment o disminució unitària corresponent en el valor de l'indicador. S'espera que s'hagi triat un bon indicador per a cada latent, però els valors d'1,0 no indiquen una mesura perfecta perquè aquest model també postula que hi ha altres entitats no especificades que afecten causalment les mesures observades de l'indicador, introduint així un error de mesura. Aquest model postula que els errors de mesura separats influeixen en cadascun dels dos indicadors d'intel·ligència latent i en cada indicador d'assoliment latent. La fletxa sense etiqueta que apunta al rendiment acadèmic reconeix que altres coses a més de la intel·ligència també poden influir en el rendiment acadèmic.

La frontera entre el que és i el que no és un model d'equacions estructurals no sempre és clara, però els models d'equacions estructurals sovint contenen connexions causals postulades entre un conjunt de variables latents (variables que es creu que existeixen però que no es poden observar directament, com una actitud, intel·ligència o malaltia mental) i connexions causals que uneixen les variables latents postulades amb variables que es poden observar i els valors de les quals estan disponibles en algun conjunt de dades. Les variacions entre els estils de connexions causals latents, les variacions entre les variables observades que mesuren les variables latents i les variacions en les estratègies d'estimació estadística donen lloc al conjunt d'eines SEM que inclou l'anàlisi factorial confirmatòria (CFA), l'anàlisi composta confirmatòria, l'anàlisi de camins, la modelització multigrup, la modelització longitudinal, la modelització de camins per mínims quadrats parcials, la modelització de creixement latent i la modelització jeràrquica o multinivell.
Els investigadors de SEM utilitzen programes informàtics per estimar la força i el signe dels coeficients corresponents a les connexions estructurals modelades, per exemple, els números connectats a les fletxes de la Figura 1. Com que un model postulat com la Figura 1 pot no correspondre a les forces mundanes que controlen les mesures de dades observades, els programes també proporcionen proves de model i pistes de diagnòstic que suggereixen quins indicadors, o quins components del model, podrien introduir inconsistència entre el model i les dades observades. Les crítiques als mètodes SEM inclouen la negligència de les proves de models disponibles, problemes en l'especificació del model, una tendència a acceptar models sense considerar la validesa externa i possibles biaixos filosòfics.
Un gran avantatge del SEM és que totes aquestes mesures i proves es produeixen simultàniament en un procediment d'estimació estadística, on tots els coeficients del model es calculen utilitzant tota la informació de les variables observades. Això significa que les estimacions són més precises que si un investigador calculés cada part del model per separat.

## Història
La modelització d'equacions estructurals (MEE) va començar a diferenciar-se de la correlació i la regressió quan Sewall Wright va proporcionar interpretacions causals explícites per a un conjunt d'equacions d'estil de regressió basades en una sòlida comprensió dels mecanismes físics i fisiològics que produeixen efectes directes i indirectes entre les variables que va observar. Les equacions es van estimar com a equacions de regressió ordinàries, però el context substantiu de les variables mesurades permetia interpretacions causals clares, no merament predictives. O. D. Duncan va introduir la SEM a les ciències socials al seu llibre de 1975, i la SEM va florir a finals dels anys setanta i vuitanta quan l'augment de la potència de càlcul va permetre l'estimació pràctica de models. El 1987, Hayduk va proporcionar la primera introducció en format de llibre a la modelització d'equacions estructurals amb variables latents, i aviat va ser seguida pel popular text de Bollen (1989).
En psicologia, sociologia i economia es van desenvolupar enfocaments de modelització diferents però matemàticament relacionats. Els primers treballs de la Comissió Cowles sobre l'estimació d'equacions simultànies es van centrar en els algoritmes de Koopman i Hood (1953) d'economia del transport i enrutament òptim, amb estimació de màxima versemblança i càlculs algebraics de forma tancada, ja que les tècniques iteratives de cerca de solucions eren limitades en l'època anterior als ordinadors. La convergència de dos d'aquests corrents de desenvolupament (l'anàlisi factorial de la psicologia i l'anàlisi de camins de la sociologia a través de Duncan) va produir el nucli actual del SEM. Un dels diversos programes que Karl Jöreskog va desenvolupar a Educational Testing Services, LISREL integrava variables latents (que els psicòlegs coneixien com a factors latents de l'anàlisi factorial) dins d'equacions d'estil d'anàlisi de camins (que els sociòlegs van heretar de Wright i Duncan). La part del model estructurada per factors incorporava errors de mesura que permetien l'ajust per errors de mesura, tot i que no necessàriament una estimació lliure d'errors, dels efectes que connecten diferents variables latents postulades.
Persisteixen rastres de la convergència històrica de les tradicions de l'anàlisi factorial i l'anàlisi de camins com la distinció entre les parts de mesura i estructural dels models; i com a desacords continus sobre les proves de models i si la mesura ha de precedir o acompanyar les estimacions estructurals. Veure l'anàlisi factorial com una tècnica de reducció de dades resta importància a les proves, la qual cosa contrasta amb l'apreciació de l'anàlisi de camins per provar connexions causals postulades, on el resultat de la prova podria indicar una especificació incorrecta del model. La fricció entre les tradicions de l'anàlisi factorial i l'anàlisi de camins continua aflorant a la literatura.
Karl Jöreskog, estudiant de Wold, i Claes Fornell, estudiant de Jöreskog, però l'anàlisi econòmica amb enfocament de mercat (SEM) mai va obtenir un gran seguiment entre els econòmetres nord-americans, possiblement a causa de diferències fonamentals en els objectius de la modelització i les estructures de dades típiques. La prolongada separació de la branca econòmica del SEM va comportar diferències procedimentals i terminològiques, tot i que persisteixen profundes connexions matemàtiques i estadístiques. Les diferències disciplinàries en els enfocaments es poden observar en les discussions de SEMNET sobre l'endogeneïtat i en les discussions sobre la causalitat mitjançant grafs acíclics dirigits (DAG). Hi ha disponibles debats que comparen i contrasten diversos enfocaments SEM que destaquen les diferències disciplinàries en les estructures de dades i les preocupacions que motiven els models econòmics.
Judea Pearl va ampliar el SEM de models lineals a models no paramètrics i va proposar interpretacions causals i contrafactuals de les equacions. Els SEM no paramètrics permeten estimar els efectes totals, directes i indirectes sense fer cap compromís amb la linealitat dels efectes ni suposicions sobre les distribucions dels termes d'error.
Les anàlisis SEM són populars en les ciències socials perquè aquestes tècniques analítiques ens ajuden a desglossar conceptes complexos i comprendre els processos causals, però la complexitat dels models pot introduir una variabilitat substancial en els resultats depenent de la presència o absència de variables de control convencionals, la mida de la mostra i les variables d'interès. L'ús de dissenys experimentals pot abordar alguns d'aquests dubtes.
Avui dia, el SEM forma part d'una base de l'aprenentatge automàtic i de les xarxes neuronals (interpretables). Les anàlisis factorials exploratòries i confirmatòries en estadística clàssica reflecteixen l'aprenentatge automàtic supervisat i no supervisat.

## Passos i consideracions generals
Les consideracions següents s'apliquen a la construcció i avaluació de molts models d'equacions estructurals.

### Especificació del model
Construir o especificar un model requereix tenir en compte:
- el conjunt de variables que s'han d'utilitzar,
- el que se sap de les variables,
- què es teoritza o es formula una hipòtesi sobre les connexions i desconnexions causals de les variables,
- allò que l'investigador vol aprendre del modelatge, i
- els casos de valors faltants i/o la necessitat d'imputació.

Els models d'equacions estructurals intenten reflectir les forces mundanes que operen per a casos causalment homogenis, és a dir, casos immersos en les mateixes estructures causals mundanes però els valors dels quals en les causes difereixen i que, per tant, posseeixen valors diferents en les variables de resultat. L'homogeneïtat causal es pot facilitar mitjançant la selecció de casos o la segregació de casos en un model multigrup. L'especificació d'un model no està completa fins que l'investigador especifica:
- quins efectes i/o correlacions/covariàncies s'han d'incloure i estimar,
- quins efectes i altres coeficients estan prohibits o es presumeixen innecessaris,
- i quins coeficients rebran valors fixos/invariables (per exemple, per proporcionar escales de mesura per a variables latents com a la Figura 2).

El nivell latent d'un model està compost de variables endògenes i exògenes. Les variables latents endògenes són les variables de puntuació real que es postulen com a rebedores d'almenys una altra variable modelada. Cada variable endògena es modela com la variable dependent en una equació d'estil de regressió. Les variables latents exògenes són variables de fons que es postulen com a causants d'una o més de les variables endògenes i es modelen com les variables predictores en equacions d'estil de regressió. Les connexions causals entre les variables exògenes no es modelen explícitament, però normalment es reconeixen modelant les variables exògenes com a correlacionades lliurement entre si. El model pot incloure variables intermèdies: variables que reben efectes d'algunes variables però que també envien efectes a altres variables. Igual que en la regressió, a cada variable endògena se li assigna una variable residual o d'error que encapsula els efectes de causes no disponibles i normalment desconegudes. Es considera que cada variable latent, ja sigui exògena o endògena, conté les puntuacions veritables dels casos en aquesta variable, i aquestes puntuacions veritables contribueixen causalment a variacions vàlides/genuïnes en una o més de les variables indicadores observades/informades.
El programa LISREL va assignar noms grecs als elements d'un conjunt de matrius per fer un seguiment dels diversos components del model. Aquests noms es van convertir en una notació relativament estàndard, tot i que la notació s'ha ampliat i modificat per adaptar-s'hi a diverses consideracions estadístiques. Els textos i programes que "simplifiquen" l'especificació del model mitjançant diagrames o equacions que permeten noms de variables seleccionats per l'usuari, reconverteixen el model de l'usuari en alguna forma estàndard d'àlgebra matricial en segon pla. Les "simplificacions" s'aconsegueixen introduint implícitament "suposicions" per defecte del programa sobre les característiques del model amb les quals els usuaris suposadament no s'han de preocupar. Malauradament, aquestes suposicions per defecte oculten fàcilment els components del model que deixen problemes no reconeguts amagats dins de l'estructura del model i les matrius subjacents.
En el SEM es distingeixen dos components principals dels models: el model estructural que mostra les possibles dependències causals entre variables latents endògenes i exògenes, i el model de mesura que mostra les connexions causals entre les variables latents i els indicadors. Els models d'anàlisi factorial exploratori i confirmatori, per exemple, se centren en les connexions de mesura causals, mentre que els models de trajectòria corresponen més a les connexions estructurals latents dels SEM.
Els modeladors especifiquen cada coeficient d'un model com a lliure estimació o fixació en un valor. Els coeficients lliures poden ser efectes postulats que l'investigador vol provar, correlacions de fons entre les variables exògenes o les variàncies de les variables residuals o d'error que proporcionen variacions addicionals en les variables latents endògenes. Els coeficients fixos poden ser valors com els valors d'1,0 de la Figura 2, que proporcionen una escala per a les variables latents, o valors de 0,0 que afirmen desconnexions causals, com ara l'afirmació de no efectes directes (sense fletxes) que apuntin des de l'Assoliment Acadèmic a qualsevol de les quatre escales de la Figura 1. Els programes SEM proporcionen estimacions i proves dels coeficients lliures, mentre que els coeficients fixos contribueixen de manera important a provar l'estructura general del model. També es poden utilitzar diversos tipus de restriccions entre coeficients. L'especificació del model depèn del que es coneix de la literatura, l'experiència de l'investigador amb les variables indicadores modelades i les característiques que s'investiguen mitjançant l'estructura específica del model.
Hi ha un límit en el nombre de coeficients que es poden estimar en un model. Si hi ha menys punts de dades que el nombre de coeficients estimats, es diu que el model resultant és "no identificat" i no es poden obtenir estimacions de coeficients. L'efecte recíproc i altres bucles causals també poden interferir amb l'estimació.

### Estimació dels coeficients del model lliure
Els coeficients del model fixats a 0.0, 1.0 o altres valors no requereixen estimació perquè ja tenen valors especificats. Els valors estimats per als coeficients del model lliure s'obtenen maximitzant l'ajust o minimitzant la diferència respecte a les dades en relació amb les característiques de les dades si els coeficients del model lliure prenguessin els valors estimats. Les implicacions del model sobre l'aspecte que haurien de tenir les dades per a un conjunt específic de valors de coeficients depenen de: a) la ubicació dels coeficients al model (per exemple, quines variables estan connectades/desconnectades), b) la naturalesa de les connexions entre les variables (covariàncies o efectes; sovint se suposa que els efectes són lineals), c) la naturalesa de l'error o de les variables residuals (sovint se suposa que són independents de moltes variables o que tenen una desconnexió causal), i d) les escales de mesura adequades per a les variables (sovint se suposa que la mesura és a nivell d'interval).
Un efecte més fort que connecta dues variables latents implica que els indicadors d'aquestes variables latents haurien d'estar més fortament correlacionats. Per tant, una estimació raonable de l'efecte d'una variable latent serà qualsevol valor que millor coincideixi amb les correlacions entre els indicadors de les variables latents corresponents, és a dir, el valor d'estimació que maximitza la coincidència amb les dades o minimitza les diferències respecte a les dades. Amb l'estimació de màxima versemblança, els valors numèrics de tots els coeficients del model lliure s'ajusten individualment (augmenten o disminueixen progressivament des dels valors inicials) fins que maximitzen la probabilitat d'observar les dades de la mostra, tant si les dades són les covariàncies/correlacions de les variables com els valors reals dels casos sobre les variables indicadores. Les estimacions per mínims quadrats ordinaris són els valors dels coeficients que minimitzen les diferències al quadrat entre les dades i l'aspecte que tindrien les dades si el model s'especificés correctament, és a dir, si totes les característiques estimades del model corresponen a característiques del món real.
La característica estadística adequada per maximitzar o minimitzar per obtenir estimacions depèn dels nivells de mesura de les variables (l'estimació és generalment més fàcil amb mesures a nivell d'interval que amb mesures nominals o ordinals) i d'on apareix una variable específica al model (per exemple, les variables dicotòmiques endògenes creen més dificultats d'estimació que les variables dicotòmiques exògenes). La majoria de programes SEM ofereixen diverses opcions per al que s'ha de maximitzar o minimitzar per obtenir estimacions dels coeficients del model. Les opcions sovint inclouen l'estimació de màxima versemblança (MLE), la màxima versemblança amb informació completa (FIML), els mínims quadrats ordinaris (OLS), els mínims quadrats ponderats (WLS), els mínims quadrats ponderats diagonalment (DWLS) i els mínims quadrats de dues etapes.
Un problema comú és que el valor estimat d'un coeficient pot estar infraidentificat perquè no està prou restringit pel model i les dades. No existeix cap estimació òptima única tret que el model i les dades junts restringeixin o restringeixin prou el valor d'un coeficient. Per exemple, la magnitud d'una sola correlació de dades entre dues variables és insuficient per proporcionar estimacions d'un parell recíproc d'efectes modelats entre aquestes variables. La correlació es pot explicar pel fet que un dels efectes recíprocs sigui més fort que l'altre efecte, o que l'altre efecte sigui més fort que un, o per efectes de la mateixa magnitud. Les estimacions d'efectes subidentificades es poden identificar introduint restriccions addicionals de model i/o dades. Per exemple, els efectes recíprocs es poden identificar restringint una estimació d'efecte a ser doble, triple o equivalent a l'altra estimació d'efecte, però les estimacions resultants només seran fiables si la restricció addicional del model correspon a l'estructura del món. Les dades sobre una tercera variable que causa directament només una d'un parell de variables connectades recíprocament causalment també poden ajudar a la identificació. Restringir una tercera variable a no causar directament una de les variables recíprocausals trenca la simetria, ja que d'altra banda afectaria les estimacions de l'efecte recíproc, ja que aquesta tercera variable ha d'estar més fortament correlacionada amb la variable que causa directament que amb la variable a l'"altre" extrem del recíproc, sobre la qual només impacta indirectament. Cal tenir en compte que això pressuposa de nou la correcció de l'especificació causal del model, és a dir, que realment hi ha un efecte directe que va de la tercera variable a la variable en aquest extrem dels efectes recíprocs i cap efecte directe sobre la variable a "l'altre extrem" del parell de variables connectades recíprocament. Les demandes teòriques d'efectes nuls/zero proporcionen restriccions útils que ajuden a l'estimació, tot i que les teories sovint no aconsegueixen informar clarament de quins efectes presumptament no existeixen.

### Avaluació del model
L'avaluació del model depèn de la teoria, les dades, el model i l'estratègia d'estimació. Per tant, les avaluacions de models consideren:
- si les dades contenen mesures raonables de variables apropiades ,
- si els casos modelats són causalment homogenis (no té sentit estimar un model si els casos de dades reflecteixen dues o més xarxes causals diferents).
- si el model representa adequadament la teoria o les característiques d'interès (els models no són persuasius si ometen les característiques requerides per una teoria o contenen coeficients inconsistents amb aquesta teoria).
- si les estimacions són estadísticament justificables (les avaluacions substantives poden ser devastadores: violant suposicions, utilitzant un estimador inadequat i/o trobant-se amb una no convergència d'estimadors iteratius).
- la raonabilitat substantiva de les estimacions (les variàncies negatives i les correlacions superiors a 1,0 o -1,0 són impossibles. Les estimacions estadísticament possibles que són inconsistents amb la teoria també poden desafiar la teoria i la nostra comprensió).
- la coherència restant, o inconsistència, entre el model i les dades . (El procés d'estimació minimitza les diferències entre el model i les dades, però poden romandre diferències importants i informatives.)

La recerca que pretén provar o "investigar" una teoria requereix atendre la inconsistència entre el model i les dades més enllà de l'atzar. L'estimació ajusta els coeficients lliures del model per proporcionar el millor ajust possible a les dades. La sortida dels programes SEM inclou una matriu que informa de les relacions entre les variables observades que s'observarien si els efectes estimats del model controlessin realment els valors de les variables observades. L'"ajust" d'un model informa de la coincidència o discrepància entre les relacions implícites en el model (sovint covariàncies) i les relacions observades corresponents entre les variables. Les diferències grans i significatives entre les dades i les implicacions del model indiquen problemes. La probabilitat que acompanya una prova de χ2 (khi quadrat) és la probabilitat que les dades poguessin sorgir per variacions aleatòries de mostreig si el model estimat constituís les forces reals subjacents de la població. Una petita probabilitat de χ2 indica que seria poc probable que les dades actuals haguessin sorgit si l'estructura modelada constituís les forces causals reals de la població, i que les diferències restants s'atribuïssin a variacions aleatòries del mostreig.